# لوئیس فینکلشتاین

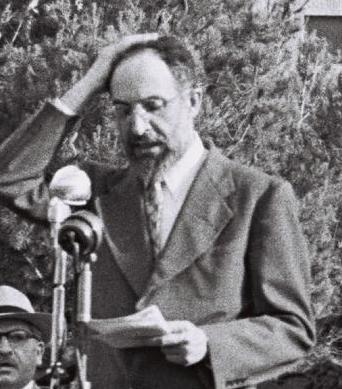
نگارهٔ لوئیس فینکلشتاین، پژوهش‌گر تلمود - ۱۹۵۲

لوئیس فینکلشتاین (به انگلیسی: Louis Finkelstein) (زادهٔ ۱۴ ژوئن ۱۸۹۵ در سینسیناتی - درگذشتهٔ ۲۹ نوامبر ۱۹۹۱) پژوهش‌گر تلمود، متخصص در قوانین یهودیت، هم‌چنین مدرس حوزهٔ علمیهٔ یهودیت آمریکا (JTS) و یهودی محافظه‌کار بود.